# Alpujarras

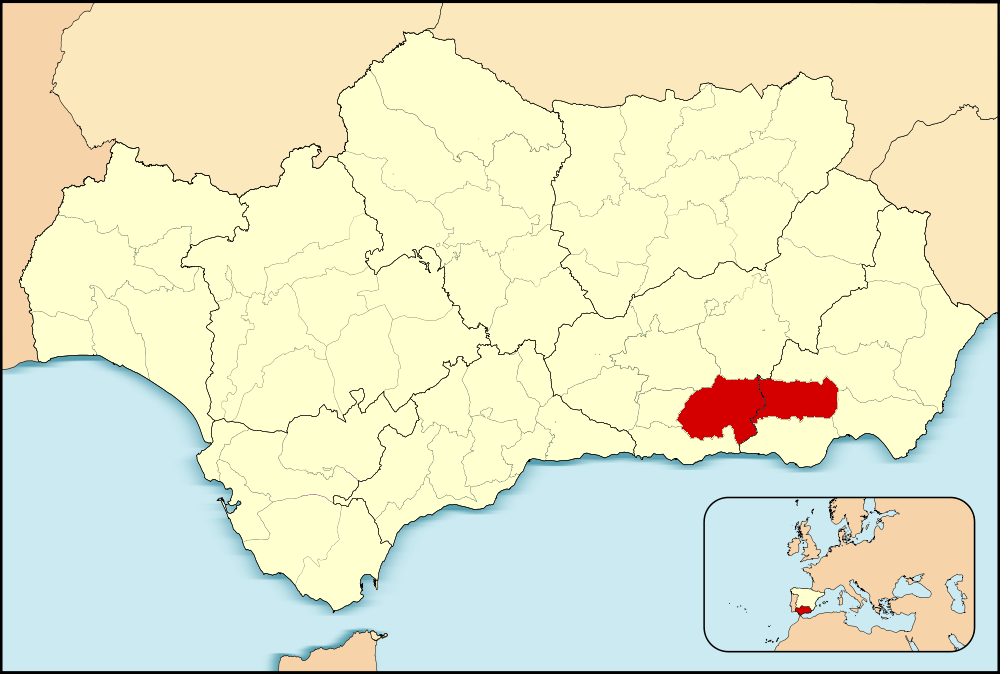
As Alpujarras

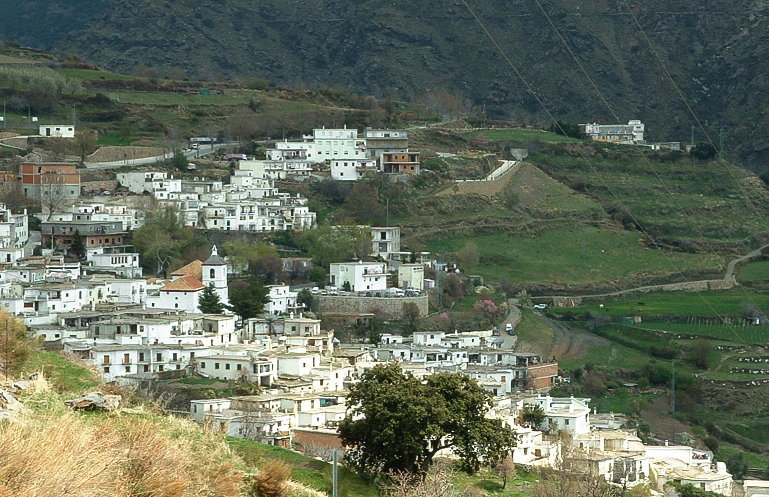
Busquístar, Aldeia da zona central das Alpujarras,

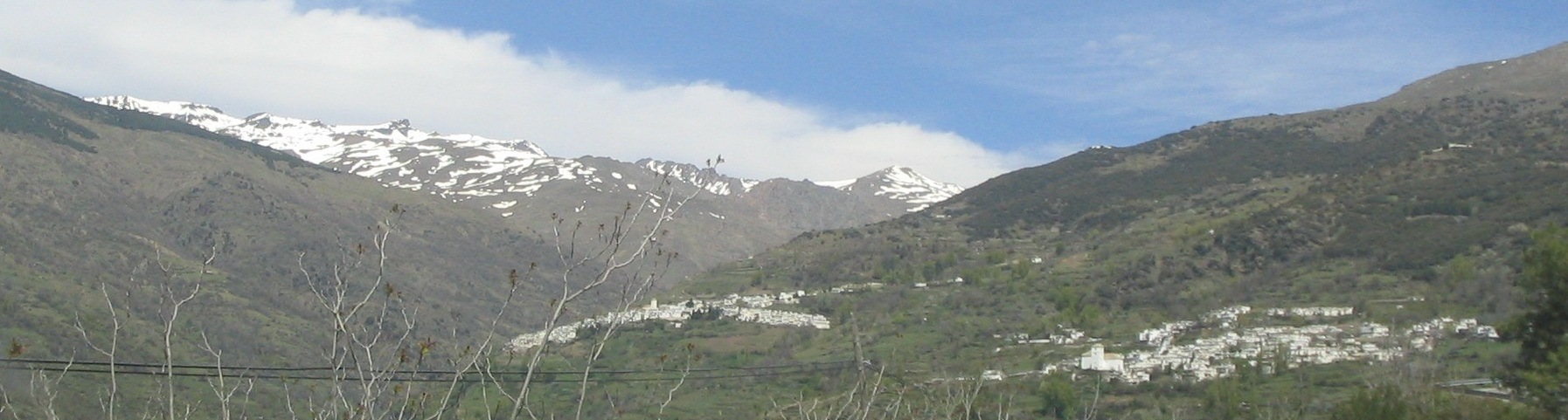
Capileira e Bubión, das aldeias das Alpujarras

A Alpujarra (ou as Alpujarras) é uma comarca da Andalucía, no sul de Espanha. Inclui parte da província de Granada e parte da província de Almeria, nas faldas da encosta sul da Sierra Nevada.
Em textos antigos às vezes a região é denominada alpujarras, nome que deriva do termo árabe al Busherat (al-bugscharra), que poderá traduzir-se como "a terra de erva" ou "a terra de pastos". Pedro Antonio de Alarcón, que viajou pela comarca e escreveu um livro, publicado em 1874, dá, além desta versão do nome, quatro mais. Citando Luis de Mármol, Alarcón diz que a palavra vem da voz árabe "abuxarra" que, sempre segundo Alarcón, quer dizer "a brigona, a truculenta". O mesmo Alarcón dá uma segunda hipótese da origem do nome, que toma do arabista Miguel Lafuente Alcántara, que diz que a palavra árabe "abuxarra" também significa "indomável". Uma terceira opinião da origem do nome procede dos arabistas ingleses Romey e Sacy que, baseando-se nos testemunhos do historiador árabe Suar el-Kaicí, consideram que a palavra Alpujarra vem da voz arábica "Albordjela" que significa "a fortificada". Finalmente, Alarcón menciona a opinião do historiador francês Simonet que sugere que pode proceder do nome "Albuxarrat" que Simonet traduz por "A Serra Branca" ou Sierra Nevada.

## Geografia física e humana
A região consiste principalmente numa série de vales que descem em ângulo recto desde os cumes da Sierra Nevada no norte, à Serra da Contraviesa e Serra de Gádor, as quais a separam do Mar Mediterrâneo, a sul.
A região é de uma enorme beleza natural. Como causa do seu clima suave e de uma fonte fiável de água para a irrigação dos rios que descem da Sierra Nevada, os vales das Alpujarras desfrutam de um importante grau de fertilidade, se bem que por causa da natureza do terreno apenas possam ser cultivados em pequenas parcelas, pelo qual as técnicas modernas de agricultura não costumam ser viáveis. Abundam as árvores de fruta, como laranjeiras, limoeiros, diospireiros, macieiras, figueiras, castanheiros, amendoeiras, e os vinhedos. A zona este da Alpujarra, a da província de Almeria, é mais árida.
As maiores vilas da região são Lanjarón, com seu castelo em ruínas e águas medicinais, Órgiva, Ugíjar, Ohanes, Paterna del Río, Laujar de Andarax e Berja, todas situadas a uma certa altura, e Trevélez, a 1746 m de altitude, que é o município situado a maior altura de Espanha. As três vilas brancas na garganta do Rio Poqueira são as aldeias de Pampaneira, Bubión e Capileira, conhecidas como destinos turísticos da zona. Próximo delas há outras vilas igualmente tradicionais de aparência similar, por exemplo no município de La Taha, a este da garganta do Poqueira. A forma escalonada da terra faz que as casas nos aldeias pareçam estar apoiadas umas por cima de outras, com os seus telhados planos característicos e chaminés, e balcões ("tinaos") que se estendem através das estreitas ruas escalonadas e lhe dão aparência pitoresca e única.
Em geral, a impossibilidade de mecanizar a agricultura num lugar tão montanhoso causa sua falta de competitividade na actualidade, pelo que o factor de crescimento da área vem do turismo. Existem serviços de autocarro de e para Granada e Málaga, e os aeroportos destas duas cidades ficam a um par de horas de distância em automóvel.

## História
As Alpujarras foram sucessivamente colonizadas por iberos e celtas, pela antiga Roma, e por visigodos, antes da conquista muçulmana do sul de Espanha durante o século VIII; não obstante, o historiador árabe Ibn Ragid declara que a região não foi conquistada pelos árabes devido à aspereza do seu território. A colonização, portanto, teve de ser posterior e realizar-se de modo muito paulatino. A região foi o último refúgio dos mouriscos, a quem permitiu permanecer ali até muito depois da queda do Reino Nacérida de Granada em 1492. Após a revolta mourisca de 1568, (onde Aben Humeya, de nome cristão Fernando de Córdoba e Válor, se proclamou Rei das Alpujarras) a população mourisca foi expulsa da região depois de esta ser usada como base militar. Por ordem da coroa espanhola, exigiu-se que duas famílias mouriscas permanecessem em cada vila para ajudar os novos habitantes, vindos do norte de Espanha (fundamentalmente asturianos, galegos e leoneses), quanto à forma de trabalhar os terraços e os sistemas de irrigação de que depende a agricultura da região.
A influência da população mourisca pode observar-se, logicamente, na agricultura - a arquitectura cúbica (reminiscências da arquitectura berbere das montanhas marroquinas do Atlas) -, na cozinha local, na tecelagem de tapetes e em numerosos nomes de lugar de origem árabe.

## Municípios que a formam
De acordo com o catálogo elaborado pela Consejería de Turismo e Deporte da Junta de Andaluzia (27 de Março de 2003), os municípios que formam as comarcas são, por ordem alfabética:
- Alboloduy (Almeria)
- Alcolea (Almeria)
- Alhabia (Almeria)
- Alhama de Almería (Almeria)
- Alicún (Almeria)
- Almegíjar (Granada)
- Almócita (Almería)
- Alpujarra de la Sierra (Granada)[2]
- Alsodux (Almeria)
- Bayárcal (Almeria)
- Beires (Almeria)
- Bentarique (Almeria)
- Bérchules (Granada)
- Bubión (Granada)
- Busquístar (Granada)
- Cádiar (Granada)
- Cáñar (Granada)
- Capileira (Granada)
- Cástaras (Granada)[3]
- Canjáyar (Almeria)
- Capileira (Granada)
- Enix (Almeria)
- Felix (Almeria)
- Fondón (Almeria)
- Huécija (Almeria)
- Illar (Almeria)
- Instinción (Almería)
- Juviles (Granada)
- Lanjarón (Granada)
- La Taha (Granada)[4]
- Laujar de Andarax (Almeria)
- Lobras (Granada)
- Murtas (Granada)
- Nevada (Granada)[5]
  - Mairena (ELA)
  - Picena (ELA)
- Ohanes (Almeria)
- Órgiva (Granada)
- Padules (Almeria)
- Pampaneira (Granada)
- Paterna del Río (Almeria)
- Pórtugos (Granada)
- Rágol (Almeria)
- Santa Cruz de Marchena (Almeria)
- Soportújar (Granada)
- Terque (Almeria)
- Torvizcón (Granada)
- Trevélez (Granada)
- Turón (Granada)
- Ugíjar (Granada)
- Válor (Granada)

Deixando de parte as divisões comarcais oficiais, e tendo em conta os limites geográficos e a história de cada aldeia, alguns autores consideram aldeias das Alpujarras as seguintes:
- Adra (Almeria);
- Albondón (Granada);
- Albuñol (Granada)
- Alcázar (actualmente Órgiva) (Granada);
- Gualchos-Castell de Ferro (Granada);
- Lújar (Granada);
- Polopos (Granada);
- Sorvilán (Granada) e
- Rubite (Granada);

encravados total ou parcialmente na Serra da Contraviesa ou na Serra de Lújar, e os de
- Berja (Almeria);
- Dalías (Almería);
- El Ejido (Almeria);
- Enix (Almeria);
- Felix (Almeria);
- La Mojonera (Almeria);
- Roquetas de Mar (Almeria) e
- Vicar (Almeria);

situados nas faldas da Serra de Gádor.